# Stroop-taak
De Stroop-taak  is in 1935 door de student John Ridley Stroop bedacht om tegenstrijdige reacties op te roepen. Het effect was echter al eerder in 1929 door Jaensch beschreven. In deze taak worden bijvoorbeeld de woordjes GROEN en ROOD voor korte tijd op een beeldscherm gepresenteerd. De woordjes worden daarbij zowel in de kleuren groen als rood en door elkaar afgebeeld, en de opdracht luidt zo snel mogelijk de kleur te benoemen. Het blijkt nu dat de vocale reacties veel trager zijn als de kleur niet overeenstemt met de inhoud van het woordje (incongruente conditie), dan wanneer hij wel daarmee overeenstemt (congruente conditie). Stroop vergeleek ook het lezen van een lijst met woorden die in zwart waren afgedrukt met een lijst van woorden in incongruente  kleuren. Daarbij bleek de leestijd weinig te verschillen tussen beide lijsten. 

Voorbeeld van de Stroop-taak

Ook werden in de taak (ter controle) neutrale stimuli aangeboden zoals een rij kruisjes in de kleuren rood en groen. Het Stroop-effect is veel minder sterk als met een drukknop moet worden gereageerd (bijvoorbeeld rood: rechterknop, groen: linkerknop), hetgeen bewijst dat het effect berust op een specifiek conflict tussen vocale responsen op woordrepresentaties. Kennelijk zijn woordrepresentaties zo sterk verankerd in het brein, dat zij automatisch worden geactiveerd en interfereren met het benoemen van kleur.  Conflict tussen tegenstrijdige reacties op prikkels uit de omgeving is in de psychologie ook in andere cognitieve taken onderzocht zoals in de Eriksen-taak.

## Responsconflict en hersenen
Onderzoek heeft aangetoond dat een gebied in het voorste deel van de hersenen, de cortex cingularis anterior actief is in situaties waarbij er sprake is van tegenstrijdige responstendenties. Ook hebben patiënten met laesies in de frontale hersengebieden veel moeite met de Stroop-taak, hetgeen mogelijk duidt op een onvermogen tot inhibitie (onderdrukken) van de automatisch geactiveerde woordrepresentaties (zie ook Executieve functies). 

## Emotionele Stroop-taak
De variant op de hier beschreven Strooptaak is de emotionele Stroop-taak. Hierbij worden neutrale en affectieve woorden aangeboden in de kleuren rood en groen.  De reactietijd op affectieve woorden is doorgaans langer dan die op neutrale woorden. Dit komt doordat emotiewoorden aandacht 'wegtrekken' van de primaire taak, het benoemen van kleur. Deze taak wordt vooral gebruikt in onderzoek naar emoties.